# Алоїн Віктор Михайлович
Ві́ктор Миха́йлович Ало́їн (нар. 24 квітня 1931, Харків — 29 січня 2002, Одеса) — український артист оперети (баритон), заслужений артист УРСР.

## Життєпис
В. М. Алоін народився 24 квітня 1931 року у Харкові.
У 1954 році закінчив Державний інститут театрального мистецтва у Москві (викладачі — І. Туманов, А. Вовсі).
Протягом 1954—1956 років був солістом Свердловського театру музичної комедії.
Від 1956 року є солістом Одеського театру музичної комедії.
Помер 29 січня 2002 року. Похований на Другому Християнському цвинтарі в Одесі

## Театральні ролі
- Ераст («Пізня серенада» В. Ільїна)
- Яшка-Буксир («Біла акація» І. Дунаєвського)
- Распутін («Біла ніч» Т. Хрєнникова)
- Грішин-Алмазов («На світанку» О. Сандлера)
- Феррі («Королева чардашу» І. Кальмана)
- Пікірінґ («Моя прекрасна леді» Ф. Лоу)
- Муромський («Весілля Кречинського» А. Колкера)

## Ролі в кіно
- «Біла акація» (Женя Моргунов, 1957; Молдова-фільм)
- «Ескадра іде на Захід» (Д'Ансельм, 1968; Одеська кіностудія)
- «Вільний вітер» (Цезар Галь, 1983; Ленінградська кіностудія)
- «Господнього риба» (епізод, 1991; Одеська кіностудія)

## Режисер-постановник
Одеський театр музичної комедії
- «Пограбування опівночі» (1968)
- «Град Люксембурґ» (1985)
- «Довгожитель» (1990)

## Нагороди
- Заслужений артист УРСР (1974).[1]